# Pedro Jareño Paricio
Pedro Jareño Paricio, né le 13 décembre 1954, est un homme politique espagnol membre du Parti populaire (PP).

## Biographie

### Vie privée
Il est marié et père d'une fille et deux fils.

### Profession
Il est diplômé en direction et gestion de services sanitaires. Il possède un master en santé publique. Il est médecin ophtalmologue.

### Carrière politique
Il est élu maire de Casas de Haro en 2003.
Le 20 décembre 2015, il est élu sénateur pour Cuenca au Sénat et réélu en 2016.